# Stikstofmosterd

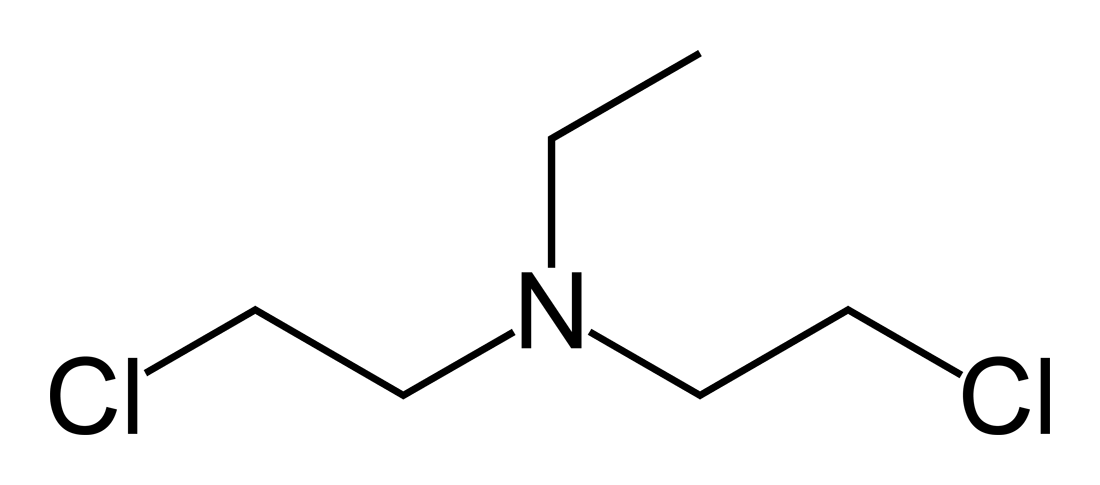
HN1 (bis(2-chloorethyl)ethylamine).

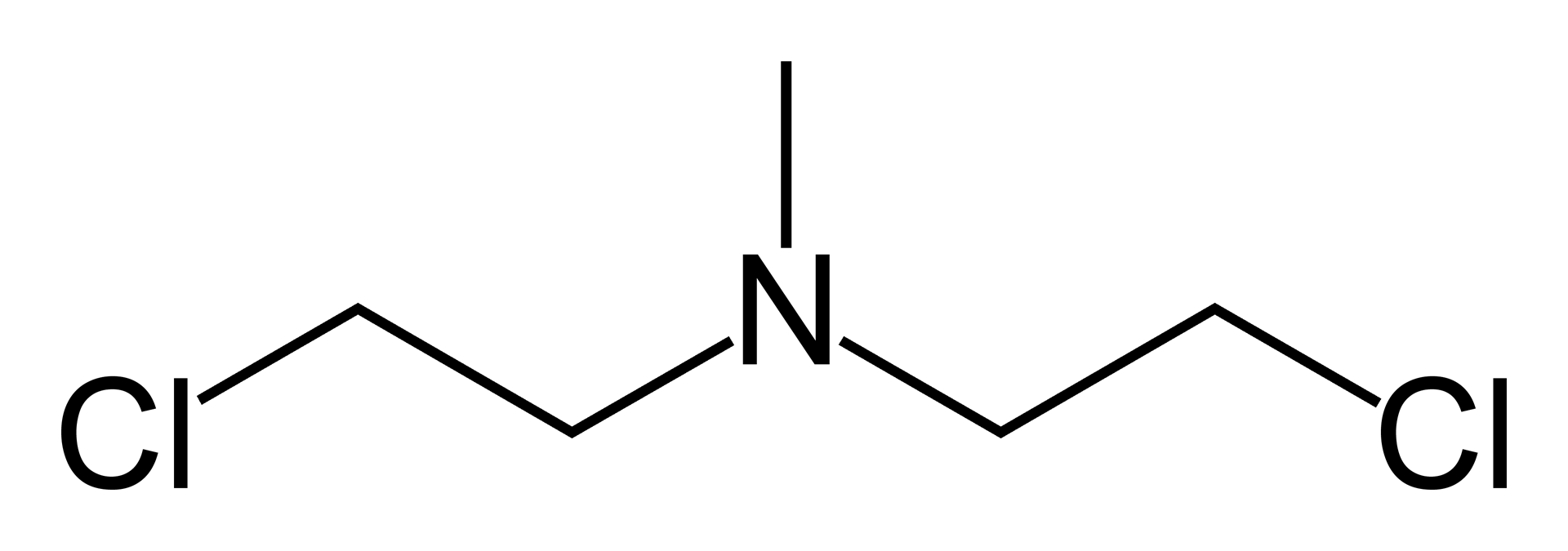
HN2 (bis(2-chloorethyl)methylamine).

HN3 (tris(2-chloorethyl)amine).

Een stikstofmosterdverbinding of NM (van het Engelse Nitrogen Mustard) is een cytotoxisch chemotherapeuticum dat in zijn manier van reageren erg op mosterdgas lijkt. Hoewel de toepassing van deze groep verbindingen doorgaans op het terrein van medicatie ligt, kunnen ze ook toegepast worden in chemische oorlogsvoering. Stikstofmosterdverbindingen zijn aspecifieke DNA-alkylerende reagentia. Stikstofmosterdgassen werden gedurende de Tweede Wereldoorlog door een aantal landen geproduceerd, hoewel ze nooit op het slagveld zijn toegepast. Zoals alle mosterdgassen zijn de stikstofmosterds krachtige blaartrekkende stoffen. Het medicijn mustine werd ontwikkeld na een ongeluk in 1943 in Bari (Italië), waarbij militairen en burgers aan het gas werden blootgesteld. Bij overlevenden werd een verlaagd aantal lymfocyten vastgesteld, wat de weg wees naar een mogelijke behandeling van leukemie.

## Voorbeelden
Het voorbeeld van de stikstofmosterds is mustine, ook bekend als chloormethine of systematisch benoemd: bis(2-chloorethyl)-methylamine. Mustine wordt niet langer algemeen gebruikt, en het is op Arsfenamine na het oudste chemotherapeuticum. Het is een klasse 1-verbinding onder het Verdrag chemische wapens. Ander stikstofmosterdverbindingen omvatten cyclofosfamide, chloorambucil, uramustine, ifosfamide, melfalan en bendamustine, dat in 2009 opnieuw in de belangstelling is gekomen.
Voorbeelden van stikstofmosterds die als chemisch wapen ingezet zouden kunnen worden (inclusief hun aanduiding als wapen):
- HN1: bis(2-chloorethyl)ethylamine
- HN2: bis(2-chloorethyl)methylamine
- HN3: tris(2-chloorethyl)amine

## Reactiemechanisme
Stikstofmosterds vormen cyclische ammoniumionen: (aziridinium-ringen) via een intramoleculaire SN2-reactie, waarbij het chloride door het stikstofatoom vervangen wordt. Dit azidiriumion alkyleert vervolgens basische centra in het DNA. Gealkyleerd DNA functioneert niet tijdens de celdeling. De therapeutische reagentia beschikken over meer dan een alkylerende groep per molecuul, het zijn dus di- of polyalkylerende reagentia. De effecten zijn radiomimetic: dat wil zeggen dat de effecten op DNA-niveau vergelijkbaar zijn met beschadiging door straling.
In de vroege jaren zestig van de 20e eeuw werd vastgesteld dat stikstofmosterds koppelingen tussen de DNA-strengen aanbrachten.
Stikstofmosterd wordt door het Internationaal Agentschap voor Kankeronderzoek geclassificeerd als waarschijnlijk carcinogeen voor mensen (groep 2A).